# Bandu Patil
Bandu Patil (1 januari 1936 - 23 augustus 1988) was een Indiaas hockeyer.
Patil verloor met de Indiase ploeg de finale van de Aziatische Spelen 1962 van aartsrivaal Pakistan. Twee jaar later nam Patil met zijn ploeggenoten revanche door in de olympische finale Pakistan te verslaan.

## Resultaten
- 1962  Aziatische Spelen in Jakarta
- 1964  Olympische Zomerspelen in Tokio